# Virat Kohli

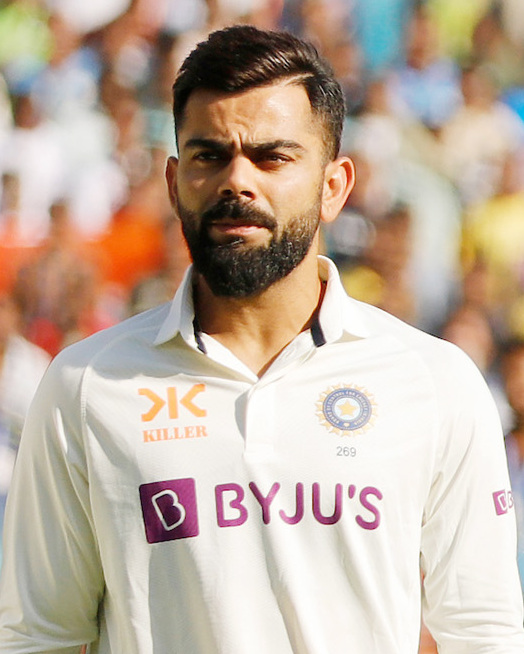
Virat Kohli trong một trận đấu Test cricket với Úc vào ngày 9 tháng 3 năm 2023.

Virat Kohli (hay còn có biệt danh là Cheeku, King Kohli; sinh ngày 5 tháng 11 năm 1988 tại Delhi, Ấn Độ) là một cầu thủ cricket người Ấn Độ thi đấu ở vị trí đánh bóng thuận tay phải và từng là đội trưởng của đội tuyển cricket quốc gia Ấn Độ. Anh hiện đang thi đấu cho câu lạc bộ Royal Challengers Bangalore tại Giải cricket Ngoại hạng Ấn Độ (IPL) và đội tuyển cricket Delhi tại giải đấu nội địa. Anh lọt vào danh sách 100 nhân vật có ảnh hưởng nhất trên thế giới vào năm 2018 do tạp chí Time bình chọn.

## Giải thưởng và danh hiệu

### Danh hiệu của quốc gia
- 2013: Giải thưởng Arjuna, danh hiệu cao thứ hai trong lĩnh vực thể thao.[6]
- 2017:  Padma Shri, giải thưởng cao thứ tư trong lĩnh vực dân sự ở Ấn Độ.[7]
- 2018 – Giải thưởng Khel Ratna, danh hiệu cao nhất trong lĩnh vực thể thao của Ấn Độ.[8]